# Herb Fitzgibbon
Herbert Fitzgibbon, detto Herb (Garden City, 14 luglio 1942), è un ex tennista statunitense.

## Carriera
Raggiunse tre finali consecutivi al Torneo di Cincinnati, dal 1963 al 1965, conquistando il titolo nel 1964 ai danni dell'australiano Robert Brien.
Durante il Torneo di Wimbledon 1968, il primo dell'era Open, ha sconfitto all'esordio la testa di serie numero 16 Nikola Pilić diventando così il primo amatore ad eliminare sui campi londinesi un professionista.
Pochi mesi dopo alle Olimpiadi di Città del Messico partecipò agli eventi dimostrativi in quanto il tennis non era ancora uno sport olimpico, raggiunse il terzo posto nel singolare e conquistò il doppio misto insieme a Julie Heldman.

## Statistiche

### Singolare

#### Vittorie (1)
| Numero | Anno | Torneo                           | Superficie | Avversario in finale | Punteggio     |
| 1.     | 1964 | Torneo di Cincinnati, Cincinnati | Cemento    | Robert Brien         | 6–1, 6–3, 6–1 |

#### Finali perse (2)
| Numero | Anno | Torneo                               | Superficie | Avversario in finale | Punteggio          |
| 1.     | 1963 | Torneo di Cincinnati, Cincinnati     | Cemento    | Marty Riessen        | 1–6, 3–6, 5–7      |
| 2.     | 1965 | Torneo di Cincinnati, Cincinnati (2) | Cemento    | Billy Lenoir         | 6–1, 3–6, 3–6, 7–9 |